# Lathrolestes erugatus
Lathrolestes erugatus är en stekelart som beskrevs av Barron 1994. Lathrolestes erugatus ingår i släktet Lathrolestes och familjen brokparasitsteklar. Inga underarter finns listade i Catalogue of Life.